# Colroy-la-Grande
Colroy-la-Grande és un municipi francès, situat al departament dels Vosges i a la regió del Gran Est. L'any 2007 tenia 585 habitants.

## Demografia

### Població
El 2007 la població de fet de Colroy-la-Grande era de 585 persones. Hi havia 249 famílies, de les quals 71 eren unipersonals (32 homes vivint sols i 39 dones vivint soles), 79 parelles sense fills, 71 parelles amb fills i 28 famílies monoparentals amb fills.
La població ha evolucionat segons el següent gràfic:
Habitants censats

### Habitatges
El 2007 hi havia 322 habitatges, 250 eren l'habitatge principal de la família, 57 eren segones residències i 14 estaven desocupats. 272 eren cases i 49 eren apartaments. Dels 250 habitatges principals, 178 estaven ocupats pels seus propietaris, 68 estaven llogats i ocupats pels llogaters i 5 estaven cedits a títol gratuït; 7 tenien dues cambres, 32 en tenien tres, 103 en tenien quatre i 109 en tenien cinc o més. 195 habitatges disposaven pel capbaix d'una plaça de pàrquing. A 109 habitatges hi havia un automòbil i a 100 n'hi havia dos o més.

### Piràmide de població
La piràmide de població per edats i sexe el 2009 era:
| Homes | Edats   | Dones |
| ----- | ------- | ----- |
| 0     | 95 o +  | 0     |
| 0     | 90 a 94 | 8     |
| 0     | 85 a 89 | 0     |
| 0     | 80 a 84 | 0     |
| 0     | 75 a 79 | 8     |
| 12    | 70 a 74 | 24    |
| 24    | 65 a 69 | 12    |
| 16    | 60 a 64 | 28    |
| 16    | 55 a 59 | 8     |
| 12    | 50 a 54 | 24    |
| 28    | 45 a 49 | 28    |
| 44    | 40 a 44 | 44    |
| 28    | 35 a 39 | 20    |
| 28    | 30 a 34 | 8     |
| 4     | 25 a 29 | 12    |
| 32    | 20 a 24 | 0     |
| 28    | 15 a 19 | 28    |
| 24    | 10 a 14 | 28    |
| 24    | 5 a 9   | 20    |
| 16    | 0 a 4   | 20    |

## Economia
El 2007 la població en edat de treballar era de 360 persones, 267 eren actives i 93 eren inactives. De les 267 persones actives 225 estaven ocupades (128 homes i 97 dones) i 43 estaven aturades (16 homes i 27 dones). De les 93 persones inactives 37 estaven jubilades, 25 estaven estudiant i 31 estaven classificades com a «altres inactius».

### Ingressos
El 2009 a Colroy-la-Grande hi havia 262 unitats fiscals que integraven 589 persones, la mediana anual d'ingressos fiscals per persona era de 16.523 €.

### Activitats econòmiques
Dels 24 establiments que hi havia el 2007, 1 era d'una empresa alimentària, 1 d'una empresa de fabricació d'altres productes industrials, 7 d'empreses de construcció, 8 d'empreses de comerç i reparació d'automòbils, 1 d'una empresa de transport, 2 d'empreses d'hostatgeria i restauració, 2 d'empreses d'informació i comunicació, 1 d'una empresa de serveis i 1 d'una empresa classificada com a «altres activitats de serveis».
Dels 6 establiments de servei als particulars que hi havia el 2009, 1 era un paleta, 1 guixaire pintor, 2 lampisteries, 1 electricista i 1 restaurant.
Dels 2 establiments comercials que hi havia el 2009, 1 era una botiga de més de 120 m² i 1 una botiga de menys de 120 m².
L'any 2000 a Colroy-la-Grande hi havia 10 explotacions agrícoles.

## Equipaments sanitaris i escolars
El 2009 hi havia una escola elemental.

## Poblacions més properes
El següent diagrama mostra les poblacions més properes.